# Liste der Kulturdenkmale in Sahms
In der Liste der Kulturdenkmale in Sahms sind alle Kulturdenkmale der schleswig-holsteinischen Gemeinde Sahms (Kreis Herzogtum Lauenburg) aufgelistet (Stand: 10. März 2025).

## Legende
In den Spalten befinden sich folgende Informationen:
- Objekt-ID: die Nummer des Kulturdenkmales
- Lage: die Adresse des Kulturdenkmales und die geographischen Koordinaten. Kartenansicht, um Koordinaten zu setzen. In der Kartenansicht sind Kulturdenkmale ohne Koordinaten mit einem roten Marker dargestellt und können in der Karte gesetzt werden. Kulturdenkmale ohne Bild sind mit einem blauen Marker gekennzeichnet, Kulturdenkmale mit Bild mit einem grünen Marker.
- Offizielle Bezeichnung: Bezeichnung des Kulturdenkmales
- Beschreibung: die Beschreibung des Kulturdenkmales
- Bild: ein Bild des Kulturdenkmales

## Sachgesamtheiten
| Objekt-ID      | Lage                                      | Offizielle Bezeichnung | Beschreibung | Bild                             |
| -------------- | ----------------------------------------- | ---------------------- | --- | -------------------------------- |
| 40584 Wikidata | Hauptstraße (53° 31′ 30″ N, 10° 32′ 0″ O) | Kirche St. Andreas     | Aktualisierung vorgesehen - Begründung: geschichtlich, künstlerisch, städtebaulich, Kulturlandschaft prägend - Schutzumfang: Kirche St. Andreas mit Ausstattung, Kirchhof, Grabmale bis 1870, Kirchhofsmauer | weitere Fotos \| Fotos hochladen |

## Bauliche Anlagen
| Objekt-ID     | Lage                                       | Offizielle Bezeichnung             | Beschreibung | Bild                             |
| ------------- | ------------------------------------------ | ---------------------------------- | --- | -------------------------------- |
| 2753 Wikidata | Hauptstraße (53° 31′ 30″ N, 10° 31′ 59″ O) | Kirche St. Andreas mit Ausstattung | Der Felssteinbau wurde in den Jahren 1812 und 1813 errichtet. Alteintragung (Aktualisierung vorgesehen) - Begründung: geschichtlich, künstlerisch, städtebaulich - Schutzumfang: gesamtes Objekt - Denkmaltyp: Bauliche Anlage, Sachgesamtheit: Kirche St. Andreas | weitere Fotos \| Fotos hochladen |

## Gründenkmale
| Objekt-ID      | Lage                                         | Offizielle Bezeichnung | Beschreibung | Bild |
| -------------- | -------------------------------------------- | ---------------------- | --- | ---- |
| 20726 Wikidata | An der Kirche (53° 31′ 31″ N, 10° 31′ 59″ O) | Kirchhof               | Alteintragung (Aktualisierung vorgesehen) - Begründung: geschichtlich, Kulturlandschaft prägend - Schutzumfang: Kirchhof, Grabmale bis 1870, Kirchhofsmauer - Denkmaltyp: Gründenkmal, Sachgesamtheit: Kirche St. Andreas | BW   |

## Quelle
- Liste der Kulturdenkmale in Schleswig-Holstein – Herzogtum Lauenburg (PDF)

- Karte mit allen Koordinaten:
- OSM |
- WikiMap